# Lumimuut
Lumimuut – u Alfurów i Minahassów zrodzona z kamienia bogini-matka, żona i matka Toara.